# Agustin Zarrantz
Agustin Zarrantz Bermejo, né le 31 janvier 1897 à Iraizotz et mort le 5 avril 1980 Lekaroz, est un carme, bertsolari, écrivain et académicien basque espagnol de langue basque et espagnole. Il est connu aussi sous les pseudonymes d'Urtsuia, Irisarri, Zarranz Bermejo, Agustin et en religion Policarpo de Iraizoz.

## Biographie
Carme dès 1912 et ordonné en 1921, Agustin Zarrantz suit ses études ecclésiastiques dans Altsasu, Hondarribia et Pampelune. Il reçoit une bourse d'Euskaltzaindia ou Académie de la langue basque, dont il sera un membre correspondant de 1922 à 1923. Puis il part étudier la philologie romane à l'université de Zurich.
Agustin Zarrantz est secrétaire général de l'Ordre du Carmel entre 1950 et 1972 et un collaborateur dans les revues telles que Zeruko Argia, Euzko Gogoa, Euskera, Yakintza, Olerti et Linguæ Vasconum Primitiæ, entre autres.
En 1997, Euskaltzaindia célèbre le centenire de sa naissance en lui dédiant X Jornadas Internas habidas en Iraizotz. En 1998, son œuvre poétique complète, Hitz neurtuzko lanak, est publié par le Gouvernement de Navarre.

## Publications
Collections
- Hitz neurtuzko lanak, 1997, Nafarroako Gobernua ;
- Hitz lauzko lanak. I. (1927-1949), 1999, Nafarroako Gobernua.

En basque
- Urte guziko igande ta jai-egunetako Ebanjelioak, 1933 ;
- Etxahun Euskaldunaren deitorea, 1935 ;
- David'en Eresiak, Urteko Igandeetako Omiliak, 1954 ;
- Yesu Kristo gure Yaunaren bizia, Pamplona, 1934.

En espagnol
- En castellano publicó Los Ideales de San Francisco de Asís, Pamplona, 1926 ;
- Jesús de Nazaret, Buenos Aires, 1949 ;
- El caballero de Cristo Francisco de Asís, Barcelona, 1949 ;
- Crítica de Asia sobre el Cristianismo en Occidente, Buenos Aires, 1950.